# Cynthia Voigt
Cynthia Voigt, född 25 februari 1942 i Boston, Massachusetts, amerikansk barn- och ungdomsförfattare. Med en bakgrund som lärare debuterade Cynthia Voigt som författare 1981 med Den långa vägen hem (Homecoming). Ungdomsromanen blev inledningen till en svit om syskonen Tillerman, som skildrar hur syskonskaran klarar sig efter att deras mor övergivit dem i en bil på en parkeringsplats. Sviten tillhör hennes populäraste verk. Voigt har också skrivit en serie med fyra fristående fantasyromaner (som dock är tämligen realistiska) och en serie böcker om vännerna Mikey och Margalo som har beskrivits som "Thelma & Louise i femte klass". Dessutom har hon skrivit fristående böcker, bl. a. Seger till varje pris?, Samma flicka som förr och David och Jonathan.
Cynthia Voigt har tilldelats flera litterära priser, bl.a. Newberymedaljen 1983 för Det nya hemmet (Dicey's song).